# Beker van Nederland (handbal) 2021/22
De Beker van Nederland (NHV Beker) is het landelijke bekertoernooi van het Nederlands Handbal Verbond.

## Gevolgen van de coronacrisis in Nederland
Door een nieuwe variant van het coronavirus werden er door de overheid nieuwe maatregelen opgelegd. Hierdoor werden alle competities tijdelijk beëindigd. De bekercompetitie zal op een latere tijd ingehaald worden.
Na versoepelingen heeft het NHV besloten om de bekercompetitie van het seizoen 2021/22 te schrappen van het programma. Dit door te veel doordeweekse wedstrijden. Teams moeten de competitiewedstrijden doordeweeks inhalen.

## Deelname
Met ingang van dit seizoen is er een wijziging opgetreden waar het de ploegen betreft, die zijn gerechtigd om deel te nemen. Deelname staat open voor ploegen die:
- In het huidige seizoen ten minste op Hoofdklasse niveau spelen. Voorheen waren dit de ploegen die het voorafgaande seizoen op hoofdklasse niveau speelden.
- In het huidige seizoen uitkomen in de landelijke A jeugddivisie. Deze ploegen mogen voor het eerst deelnemen.

## Opzet
- Er wordt gespeeld in een knock-outsysteem.
- Zowel bij de dames als heren, zijn er 10 ploegen die pas instromen bij de 1/8 finales. Bij de dames is dit de volledige eredivisie van dit seizoen. En bij de heren de 6 Nederlandse ploegen uit BENE-League van vorig seizoen, de beste 2 ploegen uit de reguliere competitie van de eredivisie en de 2 beste ploegen uit runner-up nacompetitie van vorig seizoen.
- Alle andere ploegen worden onderverdeeld in 6 geografisch georiënteerde regio's waarbij het aantal ploegen per regio kan verschillen. Per regio wordt steeds geloot wie tegen wie speelt en, afhankelijk van het aantal ploegen in een regio, wie eventueel is vrijgesteld van het spelen van een ronde.
- Wanneer in de voorronde, eerste en tweede ronde ploegen tegen elkaar loten die op verschillend niveau spelen, dan krijgt de ploeg die op het lagere niveau speelde het thuisvoordeel, zelfs wanneer deze ploeg als uitspelende ploeg heeft geloot. De landelijke A jeugddivisie wordt als laagste niveau ingeschaald.
- In de derde ronde komt het recht op thuisvoordeel voor een ploeg op lager niveau te vervallen wanneer zij als uitspelende ploeg loten. Na het spelen van de derde ronde is er per regio precies één ploeg overgebleven. Deze ploegen worden ook wel aangeduid als de regiowinnaars, niet te verwarren met de regio bekerwinnaars, en de derde ronde wordt derhalve ook wel aangeduid als de regiofinales.
- Voor de 1/8 finales worden de 6 regiowinnaars en de 10 tot dan toe vrijgestelde ploegen samengevoegd. Door loting wordt bepaald wie tegen wie speelt, waarbij de regiowinnaars niet tegen elkaar kunnen uitkomen en ze tevens het thuisvoordeel krijgen.
- Vanaf de 1/4 finales wordt alles, zonder enige uitzondering, door loting bepaald.
- De finales worden op neutraal terrein gespeeld. Dit seizoen was dit TopsportCentrum te Almere.

## Wedstrijden
Voor alle wedstrijden geldt dat er 2 x 30 minuten wordt gespeeld met een rust van 10 minuten.
Indien een wedstrijd gelijk eindigt, worden achtereenvolgens de volgende stappen doorlopen totdat er een beslissing is gevallen:
- een verlenging van 2 x 5 minuten met 1 minuut pauze;
- een tweede verlenging van 2 x 5 minuten met 1 minuut pauze;
- een serie van vijf 7-meterworpen voor elk team door verschillende spelers/speelsters;
- een tweede serie van vijf 7-meterworpen voor elk team door verschillende spelers/speelsters (dit mogen dezelfde spelers/speelsters als in de eerste serie zijn);

Daar waar er sprake was van 1 verlenging staat, hieronder bij de teams, tussen parentheses "()" de stand na 60 minuten. Bij 2 verlengingen staat tussen parentheses de stand na 60 minuten en de stand na de eerste verlenging. Bij 7 meters staat er als stand de uitslag na de tweede verlenging met daarbij opgeteld het resultaat van de 7 meters, en tussen parentheses de stand na 60 minuten, de stand na de eerste verlenging en de stand na de tweede verlenging.

## Speeldata
|       | Eerste voorronde     | Tweede voorronde   | Eerste ronde       | Tweede ronde        | Derde ronde        | 1/8 finale          | 1/4 finale       | 1/2 finale       | finale      |
| ----- | -------------------- | ------------------ | ------------------ | ------------------- | ------------------ | ------------------- | ---------------- | ---------------- | ----------- |
| Heren | 21-23 september 2021 | 12-14 oktober 2021 | 9-11 november 2021 | 14-16 december 2021 | 25-27 januari 2022 | 15-17 februari 2022 | 22-24 maart 2022 | 5-7 april 2022   | 22 mei 2022 |
| Dames | 14-16 september 2021 | 5-7 oktober 2021   | 2-4 november 2021  | 7-9 december 2021   | 18-20 januari 2022 | 8-10 februari 2022  | 15-17 maart 2022 | 19-21 april 2022 | 22 mei 2022 |

## Heren

### Regio 1a/1b

#### Teams
| Teams                       | Plaats           | Provincie  | Kwalificatie criterium      | Opmerkingen | 1a/1b |
| --------------------------- | ---------------- | ---------- | --------------------------- | ----------- | ----- |
| Simons/Artemis '15          | Doetinchem       | Gelderland | Uitkomend in Eerste divisie |             | 1b    |
| Cometas                     | Leeuwarden       | Friesland  | Uitkomend in Hoofdklasse    |             | 1a    |
| DFS Arnhem/Huissen HV       | Arnhem           | Gelderland | Uitkomend in Eredivisie     |             | 1b    |
| D.O.S.                      | Emmer-Compascuum | Drenthe    | Uitkomend in Tweede divisie |             | 1a    |
| Duiven                      | Duiven           | Gelderland | Uitkomend in Hoofdklasse    |             | 1b    |
| Erix                        | Lichtenvoorde    | Gelderland | Uitkomend in Hoofdklasse    |             | 1b    |
| F.H.C.                      | St. Annaparochie | Friesland  | Uitkomend in Hoofdklasse    |             | 1a    |
| Ha-STU                      | Nijmegen         | Gelderland | Uitkomend in Eerste divisie |             | 1b    |
| JD Techniek/Hurry-Up 2      | Zwartemeer       | Drenthe    | Uitkomend in Tweede divisie |             | 1a    |
| SV Quintus                  | Hengelo          | Gelderland | Uitkomend in Hoofdklasse    |             | 1b    |
| Reehorst                    | Ede              | Gelderland | Uitkomend in Tweede divisie |             | 1b    |
| UGHV                        | Ulft             | Gelderland | Uitkomend in Tweede divisie |             | 1b    |
| De Lange Natuursteen/Unitas | Rolde            | Drenthe    | Uitkomend in Eerste divisie |             | 1a    |
| Unitas 2                    | Rolde            | Drenthe    | Uitkomend in Hoofdklasse    |             | 1a    |

#### Uitslagen
Voorronde
| Erix | 22 - 30 | Reehorst |

| Ha-STU | 24 - 31 | DFS Arnhem/Huissen HV |

| Cometas | 20 - 23 | Unitas 2 |

| Duiven | 24 - 25 | Simons/Artemis '15 |

| F.H.C. | 24 - 25 | De Lange Natuursteen/Unitas |

| SV Quintus | 28 - 25 | UGHV |

Eerste ronde
| JD Techniek/Hurry-Up 2 | 29 - 26 | De Lange Natuursteen/Unitas |

| Unitas 2 | 10 - 0 | D.O.S. |

| Reehorst | 25 - 33 | DFS Arnhem/Huissen HV |

| SV Quintus | 13 - 27 | Simons/Artemis '15 |

Tweede ronde
| Unitas 2 | geannuleerd | JD Techniek/Hurry-Up 2 |

| Simons/Artemis '15 | geannuleerd | DFS Arnhem/Huissen HV |

Derde ronde
|  | geannuleerd |

### Regio 2

#### Teams
| Teams                | Plaats    | Provincie     | Kwalificatie criterium                 | Opmerkingen |
| -------------------- | --------- | ------------- | -------------------------------------- | ----------- |
| Apollo               | Son       | Noord-Brabant | Uitkomend in Eerste divisie            |             |
| Herpertz Bevo HC 2   | Panningen | Limburg       | Uitkomend in Eredivisie                |             |
| Bevo HC 3            | Panningen | Limburg       | Uitkomend in Hoofdklasse               |             |
| Dynamico             | Oss       | Noord-Brabant | Uitkomend in Eredivisie                |             |
| Dynamico A           | Oss       | Noord-Brabant | Uitkomend in Landelijke A-jeugddivisie |             |
| GHV                  | Goirle    | Noord-Brabant | Uitkomend in Eredivisie                |             |
| Habo '95             | Boekel    | Noord-Brabant | Uitkomend in Tweede divisie            |             |
| Handbal Someren      | Someren   | Noord-Brabant | Uitkomend in Hoofdklasse               |             |
| Havana               | Nijmegen  | Noord-Brabant | Uitkomend in Hoofdklasse               |             |
| Hercules ‘81         | Reuver    | Limburg       | Uitkomend in Hoofdklasse               |             |
| HC Groot Venlo       | Venlo     | Limburg       | Uitkomend in Hoofdklasse               |             |
| BouwCenterCenten/HVW | Wanroij   | Noord-Brabant | Uitkomend in Hoofdklasse               |             |
| PSV Handbal          | Eindhoven | Noord-Brabant | Uitkomend in Eerste divisie            |             |
| Tremeg               | Gemert    | Noord-Brabant | Uitkomend in Hoofdklasse               |             |

#### Uitslagen
Voorronde
| Bevo HC 3 | 33 - 32 | Apollo |

| Tremeg | 32 - 38 | PSV Handbal |

| Habo '95 | 23 - 32 | GHV |

| Herpertz Bevo HC 2 | 32 - 19 | Dynamico |

| Handbal Someren | 27 - 21 | BouwCentercenten/HVW |

Eerste ronde
| Bevo HC 3 | 28 - 26 | GHV |

| HC Groot Venlo | 20 - 18 | Handbal Someren |

| Hercules ‘81 | 17 - 29 | PSV Handbal |

| Havana | 17 - 39 | Herpertz Bevo HC 2 |

Tweede ronde
| PSV Handbal | geannuleerd | Herpertz Bevo HC 2 |

| Bevo HC 3 | geannuleerd | HC Groot Venlo |

Derde ronde
|  | geannuleerd |

### Regio 3

#### Teams
| Teams           | Plaats              | Provincie | Kwalificatie criterium                 | Opmerkingen                               |
| --------------- | ------------------- | --------- | -------------------------------------- | ----------------------------------------- |
| BFC 2           | Beek                | Limburg   | Uitkomend in Eerste divisie            |                                           |
| BFC A           | Beek                | Limburg   | Uitkomend in Landelijke A-jeugddivisie |                                           |
| Gemini (V)      | Voerendaal          | Limburg   | Uitkomend in Hoofdklasse               |                                           |
| LimMid          | Roermond            | Limburg   | Uitkomend in Hoofdklasse               |                                           |
| Rapiditas       | Weert               | Limburg   | Uitkomend in Tweede divisie            |                                           |
| Vios            | Heythuysen          | Limburg   | Uitkomend in Tweede divisie            |                                           |
| Vlug en Lenig   | Geleen              | Limburg   | Uitkomend in Eredivisie                |                                           |
| V&L-Sittardia A | Sittard-Geleen      | Limburg   | Uitkomend in Landelijke A-jeugddivisie | Tijdens het seizoen is het team opgeheven |
| Zwart-Wit       | Schinnen - Oirsbeek | Limburg   | Uitkomend in Hoofdklasse               |                                           |

#### Uitslagen
Voorronde
| Zwart-Wit | 21 - 22 | BFC 2 |

Eerste ronde
| BFC A | 30 - 28 | Rapiditas |

| Vios | 23 - 26 | Vlug en Lenig |

| LimMid | 22 - 29 | BFC 2 |

Tweede ronde
| Gemini (V) | geannuleerd | BFC 2 |

| BFC A | geannuleerd | Vlug en Lenig |

Derde ronde
|  | geannuleerd |

### Regio 4

#### Teams
| Teams                | Plaats          | Provincie     | Kwalificatie criterium                 | Opmerkingen |
| -------------------- | --------------- | ------------- | -------------------------------------- | ----------- |
| Atomium '61          | Rotterdam       | Zuid-Holland  | Uitkomend in Tweede divisie            |             |
| Dongen               | Dongen          | Noord-Brabant | Uitkomend in Hoofdklasse               |             |
| Drechtsteden         | Ridderkerk      | Zuid-Holland  | Uitkomend in Hoofdklasse               |             |
| DWS                  | Schiedam        | Zuid-Holland  | Uitkomend in Eerste divisie            |             |
| DWS A                | Schiedam        | Zuid-Holland  | Uitkomend in Landelijke A-jeugddivisie |             |
| Groene Ster          | Zevenbergen     | Noord-Brabant | Uitkomend in Tweede divisie            |             |
| HVOS                 | Spijkenisse     | Zuid-Holland  | Uitkomend in Tweede divisie            |             |
| Oliveo A             | Pijnacker       | Zuid-Holland  | Uitkomend in Landelijke A-jeugddivisie |             |
| RED-RAG/Tachos       | Waalwijk        | Noord-Brabant | Uitkomend in Eredivisie                |             |
| United Breda/Orion R | Breda - Rucphen | Noord-Brabant | Uitkomend in Hoofdklasse               |             |
| Van Tiel/Ventura     | Schiedam        | Zuid-Holland  | Uitkomend in Tweede divisie            |             |
| WPK/Westlandia       | Naaldwijk       | Zuid-Holland  | Uitkomend in Tweede divisie            |             |

#### Uitslagen
Voorronde
| WPK/Westlandia | 23 - 38 | DWS |

| DWS A | 25 - 22 | Oliveo A |

| Drechtsteden | 20 - 16 | Groene Ster |

| Dongen | 24 - 32 | RED-RAG/Tachos |

Eerste ronde
| DWS A | 32 - 31 | United Breda/Orion R |

| Drechtsteden | 21 - 29 | Atomium '61 |

| HVOS | 21 - 38 | RED-RAG/Tachos |

| Van Tiel/Ventura | 37 - 30 | DWS |

Tweede ronde
| Atomium '61 | geannuleerd | RED-RAG/Tachos |

| DWS A | geannuleerd | Van Tiel/Ventura |

Derde ronde
|  | geannuleerd |

### Regio 5

#### Teams
| Teams                         | Plaats     | Provincie     | Kwalificatie criterium                 | Opmerkingen |
| ----------------------------- | ---------- | ------------- | -------------------------------------- | ----------- |
| Green Park Handbal Aalsmeer 2 | Aalsmeer   | Noord-Holland | Uitkomend in Eredivisie                |             |
| Green Park Handbal Aalsmeer 3 | Aalsmeer   | Noord-Holland | Uitkomend in Eerste divisie            |             |
| Celeritas/Houten              | Bunnik     | Utrecht       | Uitkomend in Hoofdklasse               |             |
| DIOS                          | Den Hoorn  | Zuid-Holland  | Uitkomend in Tweede divisie            |             |
| Foreholte                     | Voorhout   | Zuid-Holland  | Uitkomend in Hoofdklasse               |             |
| Gemini (Z)                    | Zoetermeer | Zuid-Holland  | Uitkomend in Hoofdklasse               |             |
| IMTO Benelux/Hellas 2         | Den Haag   | Zuid-Holland  | Uitkomend in Eerste divisie            |             |
| IMTO Benelux/Hellas A         | Den Haag   | Zuid-Holland  | Uitkomend in Landelijke A-jeugddivisie |             |
| Houten 2                      | Houten     | Utrecht       | Uitkomend in Eerste divisie            |             |
| Lotus                         | Hoofddorp  | Noord-Holland | Uitkomend in Hoofdklasse               |             |
| HV Quintus 2                  | Kwintsheul | Zuid-Holland  | Uitkomend in Eerste divisie            |             |
| HV Quintus A                  | Kwintsheul | Zuid-Holland  | Uitkomend in Landelijke A-jeugddivisie |             |
| B&B Healthcare/WHC-Hercules   | Den Haag   | Zuid-Holland  | Uitkomend in Eredivisie                |             |
| B&B Healthcare/WHC-Hercules 2 | Den Haag   | Zuid-Holland  | Uitkomend in Tweede divisie            |             |

#### Uitslagen
Voorronde
| Celeritas/Houten | 21 - 19 | Lotus |

| Gemini (Z) | 17 - 25 | HV Quintus 2 |

| IMTO Benelux/Hellas 2 | 23 - 31 | B&B Healthcare/WHC-Hercules |

| Foreholte | 32 - 28 | DIOS |

| Green Park Handbal Aalsmeer 3 | 28 - 32 | Green Park Handbal Aalsmeer 2 |

| IMTO Benelux/Hellas A | 22 - 31 | Houten 2 |

Eerste ronde
| Celeritas/Houten | 17 - 28 | Houten 2 |

| Foreholte | 17 - 16 | Green Park Handbal Aalsmeer 2 |

| HV Quintus A | 14 - 21 | B&B Healthcare/WHC-Hercules |

| B&B Healthcare/WHC-Hercules 2 | 22 - 34 | HV Quintus 2 |

Tweede ronde
| Foreholte | geannuleerd | HV Quintus 2 |

| Houten 2 | geannuleerd | B&B Healthcare/WHC-Hercules |

Derde ronde
|  | geannuleerd |

### Regio 6

#### Teams
| Teams                          | Plaats         | Provincie     | Kwalificatie criterium                 | Opmerkingen                                                             |
| ------------------------------ | -------------- | ------------- | -------------------------------------- | ----------------------------------------------------------------------- |
| Aristos Amsterdam 2            | Amsterdam      | Noord-Holland | Uitkomend in Hoofdklasse               |                                                                         |
| Yourlease/Eemland              | Soest          | Utrecht       | Uitkomend in Eerste divisie            |                                                                         |
| Yourlease/Eemland 2            | Soest          | Utrecht       | Uitkomend in Hoofdklasse               |                                                                         |
| Havas                          | Almere         | Flevoland     | Uitkomend in Eredivisie                |                                                                         |
| Havas 2                        | Almere         | Flevoland     | Uitkomend in Hoofdklasse               |                                                                         |
| Tonegido                       | Hippolytushoef | Noord-Holland |                                        | Voorafgaan het seizoen is het team teruggetrokken uit de eerste divisie |
| U.S.                           | Amsterdam      | Noord-Holland | Uitkomend in Tweede divisie            |                                                                         |
| U.S. 2                         | Amsterdam      | Noord-Holland | Uitkomend in Hoofdklasse               |                                                                         |
| AutoCrew de Groot/Volendam 2   | Volendam       | Noord-Holland | Uitkomend in Eredivisie                |                                                                         |
| Café de Dijk/Volendam 3        | Volendam       | Noord-Holland | Uitkomend in Tweede divisie            |                                                                         |
| KRAS/Volendam 4                | Volendam       | Noord-Holland | Uitkomend in Hoofdklasse               |                                                                         |
| Zwarthoed Schilders/Volendam A | Volendam       | Noord-Holland | Uitkomend in Landelijke A-jeugddivisie |                                                                         |
| Vrone/Berdos                   | Bergen         | Noord-Holland | Uitkomend in Eerste divisie            |                                                                         |
| Vrone/Berdos 2                 | Bergen         | Noord-Holland | Uitkomend in Hoofdklasse               |                                                                         |
| Quintes/VVW                    | Wervershoof    | Noord-Holland | Uitkomend in Tweede divisie            |                                                                         |
| Zaanstreek                     | Zaandam        | Noord-Holland | Uitkomend in Hoofdklasse               |                                                                         |

#### Uitslagen
Voorronde
| Vrone/Berdos 2 | 19 - 51 | Café de Dijk/Volendam 3 |

| U.S. 2 | 22 - 26 | Havas 2 |

| Zwarthoed Schilders/Volendam A | 22 - 29 | KRAS/Volendam 4 |

| Yourlease/Eemland 2 | 19 - 22 | U.S. |

| Yourlease/Eemland | 27 - 36 | AutoCrew de Groot/Volendam 2 |

| Vrone/Berdos | 35 - 31 | Havas |

| Aristos Amsterdam 2 | 27 - 21 | Quintes/VVW |

| Zaanstreek | 10 - 0 | Tonegido |

Eerste ronde
| Havas 2 | 20 - 40 | AutoCrew de Groot/Volendam 2 |

| KRAS/Volendam 4 | 23 - 27 | Vrone/Berdos |

| Aristos Amsterdam 2 | 24 - 31 | Café de Dijk/Volendam 3 |

| Zaanstreek | 25 - 28 | U.S. |

Tweede ronde
| Café de Dijk/Volendam 3 | geannuleerd | Vrone/Berdos |

| U.S. | geannuleerd | AutoCrew de Groot/Volendam 2 |

Derde ronde
|  | geannuleerd |

### Laatste 16

#### Teams
| Teams                        | Plaats         | Provincie     | Kwalificatie criterium   | Opmerkingen |
| ---------------------------- | -------------- | ------------- | ------------------------ | ----------- |
| Green Park Handbal Aalsmeer  | Aalsmeer       | Noord-Holland | Uitkomend in BENE-League |             |
| Herpertz Bevo HC             | Panningen      | Limburg       | Uitkomend in BENE-League |             |
| BFC                          | Beek           | Limburg       | Uitkomend in Eredivisie  |             |
| Oosting Metaal Recycling/E&O | Emmen          | Drenthe       | Uitkomend in Eredivisie  |             |
| IMTO Benelux/Hellas          | Den Haag       | Zuid-Holland  | Uitkomend in Eredivisie  |             |
| The Dome/Handbal Houten      | Houten         | Utrecht       | Uitkomend in Eredivisie  |             |
| JD Techniek/Hurry-Up         | Zwartemeer     | Drenthe       | Uitkomend in BENE-League |             |
| KEMBIT-LIONS                 | Sittard-Geleen | Limburg       | Uitkomend in BENE-League |             |
| HV Quintus                   | Kwintsheul     | Zuid-Holland  | Uitkomend in BENE-League |             |
| KRAS/Volendam                | Volendam       | Noord-Holland | Uitkomend in BENE-League |             |
| Winnaar regio 1a/1b          |                |               |                          |             |
| Winnaar regio 2              |                |               |                          |             |
| Winnaar regio 3              |                |               |                          |             |
| Winnaar regio 4              |                |               |                          |             |
| Winnaar regio 5              |                |               |                          |             |
| Winnaar regio 6              |                |               |                          |             |

#### Uitslagen
Achtste finale
|  | geannuleerd |

|  | geannuleerd |

|  | geannuleerd |

|  | geannuleerd |

|  | geannuleerd |

|  | geannuleerd |

|  | geannuleerd |

|  | geannuleerd |

Kwartfinale
|  | geannuleerd |

|  | geannuleerd |

|  | geannuleerd |

|  | geannuleerd |

Halve finale
|  | geannuleerd |

|  | geannuleerd |

Finale
|  | Winnaar Halve finale 1 | v | Winnaar Halve finale 2 | Topsportcentrum Almere, Almere |
|  |                        |   |                        | Topsportcentrum Almere, Almere |
|  |                        |   |                        | Topsportcentrum Almere, Almere |

## Dames

### Regio 1

#### Teams
| Teams                            | Plaats           | Provincie  | Kwalificatie criterium      | Opmerkingen |
| -------------------------------- | ---------------- | ---------- | --------------------------- | ----------- |
| Cometas                          | Leeuwarden       | Friesland  | Uitkomend in Hoofdklasse    |             |
| Tabak Installatietechniek/D.O.S. | Emmer-Compascuum | Drenthe    | Uitkomend in Tweede divisie |             |
| Misker/E&O                       | Emmen            | Drenthe    | Uitkomend in Eerste divisie |             |
| HVE 2000                         | Erica            | Drenthe    | Uitkomend in Hoofdklasse    |             |
| Langeveen                        | Langeveen        | Overijssel | Uitkomend in Hoofdklasse    |             |
| SDOL                             | Luttenberg       | Overijssel | Uitkomend in Hoofdklasse    |             |
| Navique/SVBO                     | Emmen            | Drenthe    | Uitkomend in Tweede divisie |             |
| Travelbagse/HV Zwolle            | Zwolle           | Overijssel | Uitkomend in Hoofdklasse    |             |

#### Uitslagen
Voorronde
- Voorrondes waren niet noodzakelijk voor regio 1.

Eerste ronde
| Tabak Installatietechniek/DOS | 25 - 21 | Navique/SVBO |

| Cometas | 19 - 22 | Misker/E&O |

| Travelbagse/HV Zwolle | 25 - 20 | Langeveen |

| SDOL | 28 - 17 | HVE 2000 |

Tweede ronde
| Tabak Installatietechniek/D.O.S. | geannuleerd | Travelbagse/HV Zwolle |

| SDOL | geannuleerd | Misker/E&O |

Derde ronde
|  | geannuleerd |

### Regio 2

#### Teams
| Teams                | Plaats       | Provincie  | Kwalificatie criterium                 | Opmerkingen |
| -------------------- | ------------ | ---------- | -------------------------------------- | ----------- |
| Bentelo              | Bentelo      | Overijssel | Uitkomend in Tweede divisie            |             |
| Bentelo 2            | Bentelo      | Overijssel | Uitkomend in Hoofdklasse               |             |
| Nijhof/Broekland     | Broekland    | Overijssel | Uitkomend in Hoofdklasse               |             |
| DFS Arnhem           | Arnhem       | Gelderland | Uitkomend in Hoofdklasse               |             |
| D.S.V.D. 2           | Deurningen   | Overijssel | Uitkomend in Tweede divisie            |             |
| Hacol '90            | Oldenzaal    | Overijssel | Uitkomend in Hoofdklasse               |             |
| PLUS Severijn/Heeten | Heeten       | Overijssel | Uitkomend in Hoofdklasse               |             |
| PCA/Kwiek 2          | Raalte       | Overijssel | Uitkomend in Landelijke A-jeugddivisie |             |
| Lettele              | Lettele      | Overijssel | Uitkomend in Tweede divisie            |             |
| SV Nieuw Heeten      | Nieuw Heeten | Overijssel | Uitkomend in Hoofdklasse               |             |
| OBW                  | Zevenaar     | Gelderland | Uitkomend in Hoofdklasse               |             |
| Overwetering         | Olst         | Overijssel | Uitkomend in Hoofdklasse               |             |
| De Tukkers           | Albergen     | Overijssel | Uitkomend in Hoofdklasse               |             |
| T.V.O.               | Beckum       | Overijssel | Uitkomend in Hoofdklasse               |             |
| Voorwaarts           | Twello       | Overijssel | Uitkomend in Tweede divisie            |             |
| Wijhe '92            | Wijhe        | Overijssel | Uitkomend in Tweede divisie            |             |

#### Uitslagen
Voorronde 2
| Bentelo 2 | 20 - 29 | SV Nieuw Heeten |

| PLUS Severijn/Heeten | 25 - 37 | Wijhe '92 |

| Hacol '90 | 25 - 25 (7m) | T.V.O. |

| PCA/Kwiek 2 | 29 - 39 | Voorwaarts |

| Nijhof/Broekland | 25 - 23 | Overwetering |

| DFS Arnhem | 28 - 22 | D.S.V.D. 2 |

| De Tukkers | 24 - 28 | OBW |

| Bentelo | 28 - 23 | Lettele |

Eerste ronde
| Voorwaarts | 36 - 21 | Bentelo |

| Nijhof/Broekland | 33 - 25 | SV Nieuw Heeten |

| DFS Arnhem | 28 - 26 | OBW |

| T.V.O. | 17 - 39 | Wijhe '92 |

Tweede ronde
| Voorwaarts | geannuleerd | Wijhe '92 |

| Nijhof/Broekland | geannuleerd | DFS Arnhem |

Derde ronde
|  | geannuleerd |

### Regio 3

#### Teams
| Teams                          | Plaats       | Provincie     | Kwalificatie criterium                 | Opmerkingen |
| ------------------------------ | ------------ | ------------- | -------------------------------------- | ----------- |
| Herpertz Bevo HC               | Panningen    | Limburg       | Uitkomend in Tweede divisie            |             |
| Bevo HC 2                      | Panningen    | Limburg       | Uitkomend in Hoofdklasse               |             |
| BFC                            | Beek         | Limburg       | Uitkomend in Eredivisie                |             |
| BFC 2                          | Beek         | Limburg       | Uitkomend in Hoofdklasse               |             |
| BSAC                           | Maasbree     | Limburg       | Uitkomend in Tweede divisie            |             |
| EHV A                          | Eindhoven    | Noord-Brabant | Uitkomend in Landelijke A-jeugddivisie |             |
| Habo '95                       | Boekel       | Noord-Brabant | Uitkomend in Hoofdklasse               |             |
| Handbal Someren                | Someren      | Noord-Brabant | Uitkomend in Hoofdklasse               |             |
| Cabooter Group/HandbaL Venlo 2 | Venlo        | Limburg       | Uitkomend in Tweede divisie            |             |
| LimMid                         | Maasbracht   | Limburg       | Uitkomend in Hoofdklasse               |             |
| Margraten                      | Margraten    | Limburg       | Uitkomend in Hoofdklasse               |             |
| MEOS                           | Nederweert   | Limburg       | Uitkomend in Tweede divisie            |             |
| M.I.C.                         | Meerssen     | Limburg       | Uitkomend in Hoofdklasse               |             |
| PSV Handbal                    | Eindhoven    | Noord-Brabant | Uitkomend in Eerste divisie            |             |
| PSV Handbal A                  | Eindhoven    | Noord-Brabant | Uitkomend in Landelijke A-jeugddivisie |             |
| VHC '13                        | Valkenswaard | Noord-Brabant | Uitkomend in Hoofdklasse               |             |
| Vlug en Lenig 2                | Geleen       | Limburg       | Uitkomend in Tweede divisie            |             |
| Vlug en Lenig A                | Geleen       | Limburg       | Uitkomend in Landelijke A-jeugddivisie |             |
| Vios                           | Heythuysen   | Limburg       | Uitkomend in Hoofdklasse               |             |

#### Uitslagen
Voorronde 1
| Habo '95 | 22 - 29 | BFC |

| Cabooter Group/HandbaL Venlo 2 | 24 - 28 | PSV Handbal |

| PSV Handbal A | 22 - 31 | Herpertz Bevo HC |

Voorronde 2
| Handbal Someren | 22 - 14 | Vios |

| Vlug en Lenig A | 25 - 17 | MEOS |

| LimMid | 25 - 18 | Bevo HC 2 |

| EHV A | 19 - 37 | Vlug en Lenig 2 |

| Herpertz Bevo HC | 18 - 22 | PSV Handbal |

| BFC 2 | 20 - 33 | BSAC |

| Margraten | 17 - 26 | M.I.C. |

| VHC '13 | 20 - 26 | BFC |

Eerste ronde
| Vlug en Lenig A | 32 - 15 | M.I.C. |

| BSAC | 29 - 27 | Vlug en Lenig 2 |

| LimMid | 30 - 22 | Handbal Someren |

| PSV Handbal | 25 - 24 | BFC |

Tweede ronde
| Vlug en Lenig A | geannuleerd | BSAC |

| LimMid | geannuleerd | PSV Handbal |

Derde ronde
|  | geannuleerd |

### Regio 4

#### Teams
| Teams                | Plaats         | Provincie     | Kwalificatie criterium                 | Opmerkingen |
| -------------------- | -------------- | ------------- | -------------------------------------- | ----------- |
| Atomium '61          | Rotterdam      | Zuid-Holland  | Uitkomend in Hoofdklasse               |             |
| Dongen               | Dongen         | Noord-Brabant | Uitkomend in Tweede divisie            |             |
| DWS                  | Schiedam       | Zuid-Holland  | Uitkomend in Tweede divisie            |             |
| Gemini (Z)           | Zoetermeer     | Zuid-Holland  | Uitkomend in Hoofdklasse               |             |
| Hellas               | Den Haag       | Zuid-Holland  | Uitkomend in Tweede divisie            |             |
| Hellas A             | Den Haag       | Zuid-Holland  | Uitkomend in Landelijke A-jeugddivisie |             |
| HMC Raamsdonksveer   | Raamsdonksveer | Noord-Brabant | Uitkomend in Tweede divisie            |             |
| Klaverblad/Oliveo    | Pijnacker      | Zuid-Holland  | Uitkomend in Tweede divisie            |             |
| HV Quintus 2         | Kwintsheul     | Zuid-Holland  | Uitkomend in Eerste divisie            |             |
| HV Quintus 3         | Kwintsheul     | Zuid-Holland  | Uitkomend in Hoofdklasse               |             |
| HV Quintus A         | Kwintsheul     | Zuid-Holland  | Uitkomend in Landelijke A-jeugddivisie |             |
| RED-RAG/Tachos       | Waalwijk       | Noord-Brabant | Uitkomend in Hoofdklasse               |             |
| United Breda/Orion R | Breda          | Noord-Brabant | Uitkomend in Tweede divisie            |             |
| VENECO VELO          | Wateringen     | Zuid-Holland  | Uitkomend in Eerste divisie            |             |
| Sima Sport/Ventura   | Schiedam       | Zuid-Holland  | Uitkomend in Tweede divisie            |             |
| Verburch             | Poeldijk       | Zuid-Holland  | Uitkomend in Hoofdklasse               |             |
| WPK/Westlandia       | Naaldwijk      | Zuid-Holland  | Uitkomend in Tweede divisie            |             |
| WPK/Westlandia 2     | Naaldwijk      | Zuid-Holland  | Uitkomend in Hoofdklasse               |             |
| WPK/Westlandia 3     | Naaldwijk      | Zuid-Holland  | Uitkomend in Hoofdklasse               |             |

#### Uitslagen
Voorronde 1
| HV Quintus A | 31 - 34 (N.v.) | VENECO VELO |

| WPK/Westlandia 3 | 24 - 21 | Hellas |

| RED-RAG/Tachos | 16 - 25 | HMC Raamsdonksveer |

Voorronde 2
| Sima Sport/Ventura | 36 - 12 | WPK/Westlandia |

| HV Quintus 3 | 36 - 20 | Atomium '61 |

| Hellas A | 15 - 39 | VENECO VELO |

| United Breda/Orion R | 19 - 39 | HV Quintus 2 |

| Klaverblad/Oliveo | 15 - 34 | Dongen |

| Gemini (Z) | 17 - 20 | Verburch |

| DWS | 20 - 29 | HMC Raamsdonksveer |

| WPK/Westlandia 2 | 19 - 31 | WPK/Westlandia 3 |

Eerste ronde
| Dongen | 27 - 30 | Sima Sport/Ventura |

| HV Quintus 3 | 37 - 26 | HMC Raamsdonksveer |

| Verburch | 25 - 33 | HV Quintus 2 |

| WPK/Westlandia 3 | 19 - 34 | VENECO VELO |

Tweede ronde
| Sima Sport/Ventura | geannuleerd | HV Quintus 2 |

| HV Quintus 3 | geannuleerd | VENECO VELO |

Derde ronde
|  | geannuleerd |

### Regio 5

#### Teams
| Teams                           | Plaats                | Provincie     | Kwalificatie criterium                 | Opmerkingen |
| ------------------------------- | --------------------- | ------------- | -------------------------------------- | ----------- |
| Green Park Handbal Aalsmeer     | Aalsmeer              | Noord-Holland | Uitkomend in Eerste divisie            |             |
| Foreholte                       | Voorhout              | Zuid-Holland  | Uitkomend in Eerste divisie            |             |
| Foreholte 2                     | Voorhout              | Zuid-Holland  | Uitkomend in Tweede divisie            |             |
| Fortissimo                      | Cothen                | Utrecht       |                                        |             |
| Havas                           | Almere                | Flevoland     | Uitkomend in Tweede divisie            |             |
| Houten                          | Houten                | Utrecht       | Uitkomend in Hoofdklasse               |             |
| HVBS                            | Bunschoten-Spakenbrug | Utrecht       | Uitkomend in Hoofdklasse               |             |
| Nieuwegein                      | Nieuwegein            | Utrecht       | Uitkomend in Hoofdklasse               |             |
| U.S.                            | Amsterdam             | Noord-Holland | Uitkomend in Tweede divisie            |             |
| OTTO Work Force/VOC Amsterdam 2 | Amsterdam             | Noord-Holland | Uitkomend in Eerste divisie            |             |
| OTTO Work Force/VOC Amsterdam A | Amsterdam             | Noord-Holland | Uitkomend in Landelijke A-jeugddivisie |             |
| Westsite                        | Amsterdam             | Noord-Holland | Uitkomend in Eerste divisie            |             |
| SV Zeeburg                      | Diemen                | Noord-Holland | Uitkomend in Tweede divisie            |             |

#### Uitslagen
Voorronde 2
| Nieuwegein | 11 - 24 | U.S. |

| HVBS | 31 - 19 | Green Park Handbal Aalsmeer |

| SV Zeeburg | 24 - 25 | Havas |

| Houten | 24 - 42 | OTTO Work Force/VOC Amsterdam 2 |

| Foreholte 2 | 0 - 10 | Foreholte |

Eerste ronde
| HVBS | 29 - 34 | Foreholte |

| Havas | 20 - 30 | Fortissimo |

| U.S. | 24 - 36 | OTTO Work Force/VOC Amsterdam 2 |

| OTTO Work Force/VOC Amsterdam A | 25 - 19 | Westsite |

Tweede ronde
| OTTO Work Force/VOC Amsterdam A | geannuleerd | Fortissimo |

| Foreholte | geannuleerd | OTTO Work Force/VOC Amsterdam 2 |

Derde ronde
|  | geannuleerd |

### Regio 6

#### Teams
| Teams               | Plaats        | Provincie     | Kwalificatie criterium                 | Opmerkingen |
| ------------------- | ------------- | ------------- | -------------------------------------- | ----------- |
| Geel Zwart          | 't Zand       | Noord-Holland | Uitkomend in Hoofdklasse               |             |
| KSV                 | Heerhugowaard | Noord-Holland | Uitkomend in Hoofdklasse               |             |
| Westfriesland/SEW 2 | Nibbixwoud    | Noord-Holland | Uitkomend in Eerste divisie            |             |
| Westfriesland/SEW 3 | Nibbixwoud    | Noord-Holland | Uitkomend in Hoofdklasse               |             |
| Westfriesland/SEW A | Nibbixwoud    | Noord-Holland | Uitkomend in Landelijke A-jeugddivisie |             |
| Tornado             | Heerhugowaard | Noord-Holland | Uitkomend in Hoofdklasse               |             |
| SV De Valken        | Hem           | Noord-Holland | Uitkomend in Hoofdklasse               |             |
| Vrone               | Sint Pancras  | Noord-Holland | Uitkomend in Hoofdklasse               |             |
| Quintes/VVW         | Wervershoof   | Noord-Holland | Uitkomend in Tweede divisie            |             |
| JuRo Unirek/VZV 2   | 't Veld       | Noord-Holland | Uitkomend in Eerste divisie            |             |
| JuRo Unirek/VZV A   | 't Veld       | Noord-Holland | Uitkomend in Landelijke A-jeugddivisie |             |
| JuRo Unirek/VZV A2  | 't Veld       | Noord-Holland | Uitkomend in Landelijke A-jeugddivisie |             |
| Westfriezen         | Zwaag         | Noord-Holland | Uitkomend in Hoofdklasse               |             |
| Z.A.P.              | Breezand      | Noord-Holland | Uitkomend in Eerste divisie            |             |
| Z.A.P. 2            | Breezand      | Noord-Holland | Uitkomend in Hoofdklasse               |             |
| Z.A.P. A            | Breezand      | Noord-Holland | Uitkomend in Landelijke A-jeugddivisie |             |

#### Uitslagen
Voorronde 2
| Geel Zwart | 26 - 22 | Westfriesland/SEW 3 |

| Z.A.P. A | 10 - 25 | Z.A.P. 2 |

| JuRo Unirek/VZV A2 | 28 - 23 | Westfriezen |

| SV De Valken | 25 - 26 | Tornado |

| Z.A.P. | 23 - 31 | Westfriesland/SEW 2 |

| Quintes/VVW | 27 - 26 | JuRo Unirek/VZV 2 |

| KSV | 32 - 21 | Vrone |

| Westfriesland/SEW A | 32 - 29 | JuRo Unirek/VZV A |

Eerste ronde
| Westfriesland/SEW A | 39 - 12 | Geel Zwart |

| Z.A.P. 2 | 26 - 28 | Westfriesland/SEW 2 |

| JuRo Unirek/VZV A2 | 24 - 28 | Tornado |

| KSV | 30 - 25 | Quintes/VVW |

Tweede ronde
| KSV | geannuleerd | Westfriesland/SEW 2 |

| Westfriesland/SEW A | geannuleerd | Tornado |

Derde ronde
|  | geannuleerd |

### Laatste 16

#### Teams
| Teams                         | Plaats     | Provincie     | Kwalificatie criterium  | Opmerkingen |
| ----------------------------- | ---------- | ------------- | ----------------------- | ----------- |
| Borhave                       | Borne      | Overijssel    | Uitkomend in Eredivisie |             |
| Boer'n Trots Kaas/DSVD        | Deurningen | Overijssel    | Uitkomend in Eredivisie |             |
| PCA/Kwiek                     | Raalte     | Overijssel    | Uitkomend in Eredivisie |             |
| HV Quintus                    | Kwintsheul | Zuid-Holland  | Uitkomend in Eredivisie |             |
| Westfriesland/SEW             | Nibbixwoud | Noord-Holland | Uitkomend in Eredivisie |             |
| Geonius/V&L                   | Geleen     | Limburg       | Uitkomend in Eredivisie |             |
| Cabooter Group/HandbaL Venlo  | Venlo      | Limburg       | Uitkomend in Eredivisie |             |
| OTTO Work Force/VOC Amsterdam | Amsterdam  | Noord-Holland | Uitkomend in Eredivisie |             |
| Garage Kil/Volendam           | Volendam   | Noord-Holland | Uitkomend in Eredivisie |             |
| JuRo Unirek/VZV               | 't Veld    | Noord-Holland | Uitkomend in Eredivisie |             |
| Winnaar regio 1               |            |               |                         |             |
| Winnaar regio 2               |            |               |                         |             |
| Winnaar regio 3               |            |               |                         |             |
| Winnaar regio 4               |            |               |                         |             |
| Winnaar regio 5               |            |               |                         |             |
| Winnaar regio 6               |            |               |                         |             |

#### Uitslagen
Achtste finale
|  | geannuleerd |

|  | geannuleerd |

|  | geannuleerd |

|  | geannuleerd |

|  | geannuleerd |

|  | geannuleerd |

|  | geannuleerd |

|  | geannuleerd |

Kwartfinale
|  | geannuleerd |

|  | geannuleerd |

|  | geannuleerd |

|  | geannuleerd |

Halve finale
|  | geannuleerd |

|  | geannuleerd |

Finale
|  | Winnaar Halve finale 1 | v | Winnaar Halve finale 2 | Topsportcentrum Almere, Almere |
|  |                        |   |                        | Topsportcentrum Almere, Almere |
|  |                        |   |                        | Topsportcentrum Almere, Almere |

1978/79 · 1979/80 · 1980/81 · 1981/82 · 1982/83 · 1983/84 · 1984/85 · 1985/86 · 1986/87 · 1987/88 · 1988/89 · 1989/90 · 1990/91 · 1991/92 · 1992/93 · 1993/94 · 1994/95 · 1995/96 · 1996/97 · 1997/98 · 1998/99 · 1999/00 · 2000/01 · 2001/02 · 2002/03 · 2003/04 · 2005/06 · 2006/07 · 2007/08 · 2008/09 · 2009/10 · 2010/11 · 2011/12 · 2012/13 · 2013/14 · 2014/15 · 2015/16 · 2016/17 · 2017/18 · 2018/19 · 2019/20 · 2020/21 · 2021/22